# حادث الأسلحة النووية للقوات الجوية الأمريكية 2007

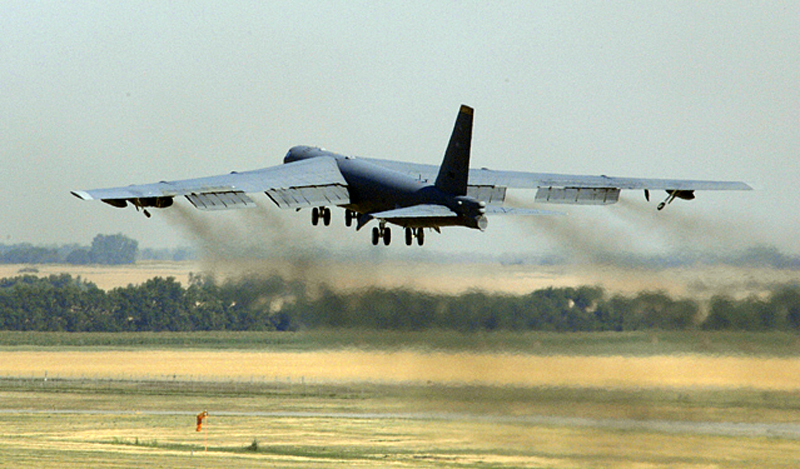
صورة لمغادرة قاذفة بي 52 "B-52" لقاعدة مينوت للقوات الجوية عام 2007.

وقع حادث الأسلحة النووية للقوات الجوية الأمريكية عام 2007 في قاعدة مينوت للقوات الجوية "Minot Air Force Base¨ وقاعدة باركسديل للقوات الجوية
"Barksdale Air Force Base" في يومي 19 و30 من شهر أغسطس عام 2007؛ ويتلخص الحادث في أن ستة صواريخ كروز من طراز إيه جي إم 129 "AGM 129"، كانت مُحمَّلة برؤوس حربية نووية، وتم تحميل قنبلة ثقيلة من طراز "B-52H" عن طريق الخطأ على قواعد القوات الجوية الأمريكية وتم نقلها من قاعدة مينوت إلى قاعدة باركسدال؛ وكان من المفترض أن يتم إزالة هذه الرؤوس النووية من الصواريخ قبل نقلها من المستودع ولكن ذلك لم يحدث؛ ولم يتم الإبلاغ عن فقدان هذه الرؤوس النووية، وبَقيت على الطائرات في القاعدتين مينوت وباركسدال لمدة 36 ساعة؛ وخلال هذه الفترة لم يكن هناك احتياطات أمنية يتم من خلالها حماية هذه الرؤوس النووية.
تم إبلاغ القيادات العليا في الجيش الأمريكي بالحادث الذي أطلق عليه المُراقبون حادث «الرمح المنحني»، وهذا الاسم بالرغم من أنه يدل على أهمية الحادث وخطورته إلا أنه لا يُهدد بقيام حرب نووية.
أجرت وزارة الدفاع الأمريكية والقوات الجوية تحقيقاً واسعاً كرد فعل على هذا الحادث، وتم الإعلان عن نتائج هذا التحقيق في 19 أكتوبر 2007؛ وأثبتت التحقيقات تورط عدد من أفراد القوات الجوية الأمريكية لعدم التزامهم بالمعايير والإجراءات الخاصة بالتعامل مع الأسلحة النووية؛ ونتيجة لذلك تم إعفاء أربعة من قيادات القوات الجوية الأمريكية من مناصبهم العسكرية، وتم معاقبة أفراد آخرين منهم من خلال إلزامهم بالقيام ببعض المهام العسكرية الصعبة، وتم وقف نقل صواريخ كروز النووية والعمليات الخاصة بالأسلحة النووية بميناء مينوت للقوات الجوية؛ بالإضافة إلى ذلك أصدرت القوات الجوية الأمريكية تعليمات وإجراءات جديدة للتعامل مع الأسلحة النووية.
أفادت تحقيقات منفصلة قام بها المجلس العلمي بوزارة الدفاع الأمريكية والقوات الجوية الأمريكية وفريق «الشريط الأزرق» "Blue Ribbon"، بأن مخاوف هذا الحادث تَكمُن في إجراءات التعامل مع الأسلحة النووية داخل وزارة الدفاع الأمريكية، وأنه لا يوجد أي إخفاقات في أمن وسلامة الأسلحة النووية الأمريكية. وبسبب هذا الحادث وحوادث أُخرى وقعت في تلك الفترة، طُلب من كُلاً من وزير سلاح الجو الأمريكي «مايكل واين» ورئيس أركان القوات الجوية الأمريكية الجنرال «مايكل موسلي»، في الخامس من يونيو عام 2008، بتقديم استقالتهم والتي قاموا بتقديمها بالفعل لاحقاً؛ واستجابةً للتوصيات التي أوصت بها لجنة المراجعة، أعلنت القوات الجوية الأمريكية، في شهر أكتوبر عام 2008، عن إنشاء ما يُسمى بضربة جوية عالمية تُساعد الولايات المتحدة الأمريكية على التحكم في كل القنابل النووية والصواريخ ولكي تتحكم أيضاً في العاملين داخل القوات الجوية الأمريكية.

## خلفية عن الحادث
في 7 أغسطس 2007، كانت كلاً من قاعدتي مينوت وباركسديل الجويتين مقراً لجناح القنبلة الخامس، وجناح القنبلة الثاني، واللتين تقعان تحت إشراف سلاح الجو الثامن الذي يقع في قاعدة باركسدال الجوية؛ وكان سلاح الجو الثامن جزءاً من فرقة القتال الجوي في القوات الجوية الأمريكية؛ وفي فترة وقوع الحادث، كان جناح القنبلة الخامس تحت قيادة الكولونيل بروس إيميج، وكان جناح القنبلة الثاني تحت قيادة الكولونيل روبرت ويلر، أما سلاح الجو الثامن كان تحت قيادة الجنرال روبرت إيلدر، وكانت فرقة القتال الجوي تحت قيادة الجنرال رونالد كيز.
أفاد بيان القوات الجوية الأمريكية، أن الجناح الخامس للقنابل النووية عمل كجزءاً من قذيفة B-52 والتي هي جزءاً من القوة القتالية التقليدية والإستراتجية التابعة للقوات الجوية الأمريكية. ويتضمن الجزءالإستراتيجي لمهمة الجناح الخامس القدرة على تقديم وتوصيل الأسلحة النووية ولكن ضد أهداف العالم المُحتملة؛ ولذلك قامت قاعدة مينوت للقوات الجوية بتخزين وتجهيز ترسانة قنابل نووية، ورؤوس حربية نووية، وأنظمة لنشر الأسلحة النووية بما في ذلك صواريخ كروز متقدمة من طراز "AGM-129".

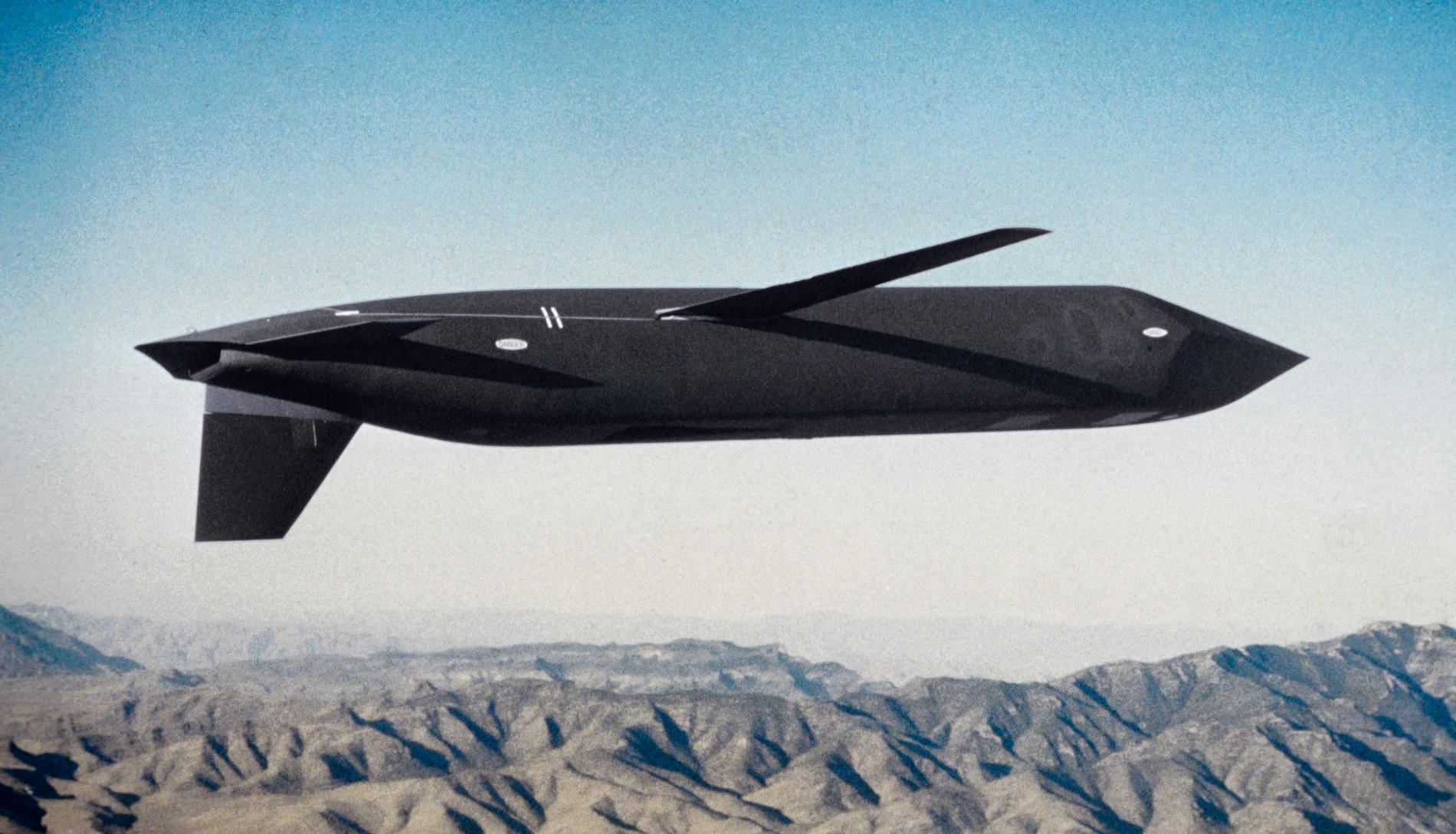
صاروخ كروز مُتقدم من طراز AGM-129.

وقد صُنفت صواريخ كروز AGM-129 عام 1987 على أنها منصة صواريخ خفية تعمل على نشر الرؤوس الحربية النووية "W80"؛ وعلى الرغم من أنها كانت مُصممة من البداية لتجهيز القنبلة النووية B-1، تم إعادة تصميم صواريخ AGM-129 كي تتناسب مع حجم القنبلة B-1 والمسئولة فقط عن حملها، وهذه الصواريخ يتم تحميلها إما على خارجياً أبراج أو داخلياً في المخازن. وقد قررت القوات الجوية الأمريكية؛ في شهر مارس 2007؛ التخلص من صواريخ AGM-129 كي تلتزم بالمعاهدات الدولية التي تُراقب مدى انتشار الأسلحة النووية، واستبدلتها بصواريخ أُخرى من طراز إيه جي إم 86 "AGM-68". ولكي تفعل ذلك بدأت القوات الجوية الأمريكية في نقل صواريخ AGM-129 المُخزنة في قاعدة مينوت الجوية إلى قاعدة باركسديل الجوية في لويزيانا بواسطة قاذفات B-52 كي تتخلص منها نهائياً؛ وأكدت صحيفة الواشنطون بوست بتاريخ 29 أغسطس 2007، أن أكثر من مائتي صاروخ من طراز AGM-129 تم نقلهم من قاعدة مينوت إلى قاعدة باركسديل بهذه الطريقة.

## الحادث
في يوم 29 أغسطس بين الساعة الثامنة والتاسعة بالتوقيت المحلي الأمريكي، قام مجموعة من الطيارين في السلاح الجوي الأمريكي باستدعاء طاقم الإختراق، وقام الطاقم بدخول واحدة من أماكن تخزين الأسلحة في قاعدة مينوت لتجهيز صواريخ AGM-129 لنقلها إلى قاعدة باركسديل؛ وفي يوم نقل هذه الصواريخ، كانت الخطة الموضوعة تقضي بأن الرحلة تتكون من إثني عشر صاروخاً من طراز AGM-129، مُثبت عليها الرؤوس النووية التدريبية، بالإضافة إلى ستة صواريخ على كل برج داخل العبّارة وكل برج منهم تم تخزينه تحت أجنحة قاعدة باركسديل المُخصصة لطائرات B-52 في الجناح الثاني للمتفجرات؛ وعندما دخل مجموعة الطيارين أماكن التخزين، وجدوا أن ستة رؤوس نووية حيّة ما زالت مُثبتة على الصاوريخ الخاصة بهم، بدلاً من استبدالها برؤوس نووية تدريبية غير حقيقية؛ وأظهر التحقيق فيما بعد، أن سبب هذا الخطأ أنه تم تخريب جهاز الإنتاج الإلكتروني المسئول عن تتبع الصواريخ من خلال عملية عسكرية غير رسمية، فلم يستطع الجهاز تحديد مكان البرج كما كان مُجهزاً لرحلة الطيران هذه. فتم تكليف الطيارين بالتعامل مع هذه الصواريخ، المُستخدم بها مواد مُنتهية الصلاحية والتي جعلت الطيارين يُخفقون في تحديد الحالة الحقيقية لهذه الصواريخ لأن أوراق هذه المواد تحتوي على معلومات خاطئة غير حقيقية. وكإجراء عادي، تم استبدال الصواريخ التي كان مُخطط لها من الأصل أن تُنقل، بصواريخ تحتوي على مكونات تواريخ صلاحياتها أقرب إلى الانتهاء؛ وعملية الاستبدال هذه أثرت فقط على حركة الطائرة ولكنها لم تؤثر على الوثائق المُستخدمة لعمليات تنسيق العمل الداخلي داخل المخزن الخاص بالأسلحة.

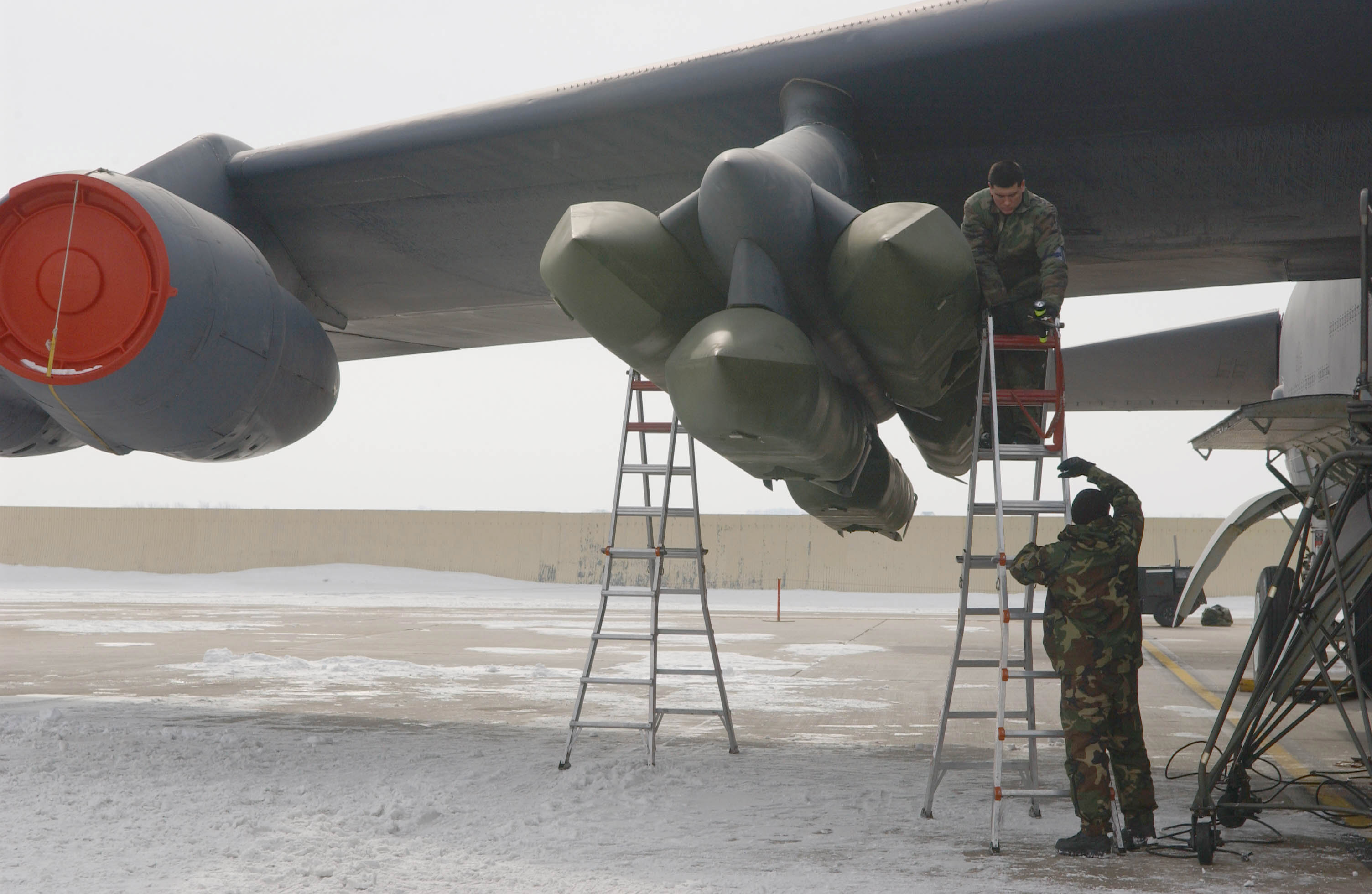
تحميل صواريخ AGM-129 على جناح B-52 في قاعدة مينوت

وبالرغم من أن طاقم الاختراق كان قد بدأ تفقد الصواريخ في مخزن الأسلحة، إلا أن الفريق المتخصص في نقل هذه الأسلحة وصل مُبكراً وقام باحتجاز الأبراج ونقل الصواريخ دون فصحها أو حتى التأكد من أنه تم فحصها قبل نقلها؛ وفشل مركز التحكم الخاص بالذخائر في التأكيد على فحص الأبراج بشكل مناسب قبل نقل الصواريخ إلى الطائرة B-52 في الساعة التاسعة والخامسة وعشرين دقيقة؛ واستغرق نقل الصواريخ إلى الطائرة ثمانية ساعات وظلت الطائرة موجودة في قاعدة مينوت الجوية لمدة خمسة عشر ساعة بدون حراسة خاصة كما هو مطلوب لحماية الأسلحة النووية.
وفي صباح يوم الثلاثين من أغسطس، وقبل التوقيع على الوثيقة الخاصة بقائمة حمولة صواريخ "AGM-129"، قام أحد ضباط طيران نقل الطائرات بفحص الستة صواريخ بالجناح الأيمن فقط، والمُحَملة بشكلٍ صحيح بالرؤوس النووية؛ ولم يقم قائد طيّار "B-52" بالفحص النهائي قبل مُغادرة قاعدة مينوت.
غادرت الطائرة "B-52" قاعدة مينوت في الساعة الثامنة وأربعون دقيقة، وهبطت على قاعدة باركسديل في الساعة الحادية عشر وثلاث وعشرون دقيقة بالتوقيت المحلي الأمريكي، وظلت الطائرة بدون حراسة حتى الساعة الثامنة والنصف مساءاً، وهو الوقت الذي وصل فيه فريق الذخيرة لنقل الصواريخ؛ وبعد أن لاحظ أحد أعضاء فريق الذخيرة أن هناك شيئاً غير طبيعياً حول بعض من الصواريخ، في الساعة العاشرة، استطاع مُراقب من فريق الذخائر أن يُثبت أن الرؤوس النووية كانت موجودة من البداية وأمر بتشديد الحراسة عليها، وأمر أيضاً بكتابة تقرير عن الحادث بعد 36 ساعة من نقل الصواريخ من المخزن في قاعدة مينوت.

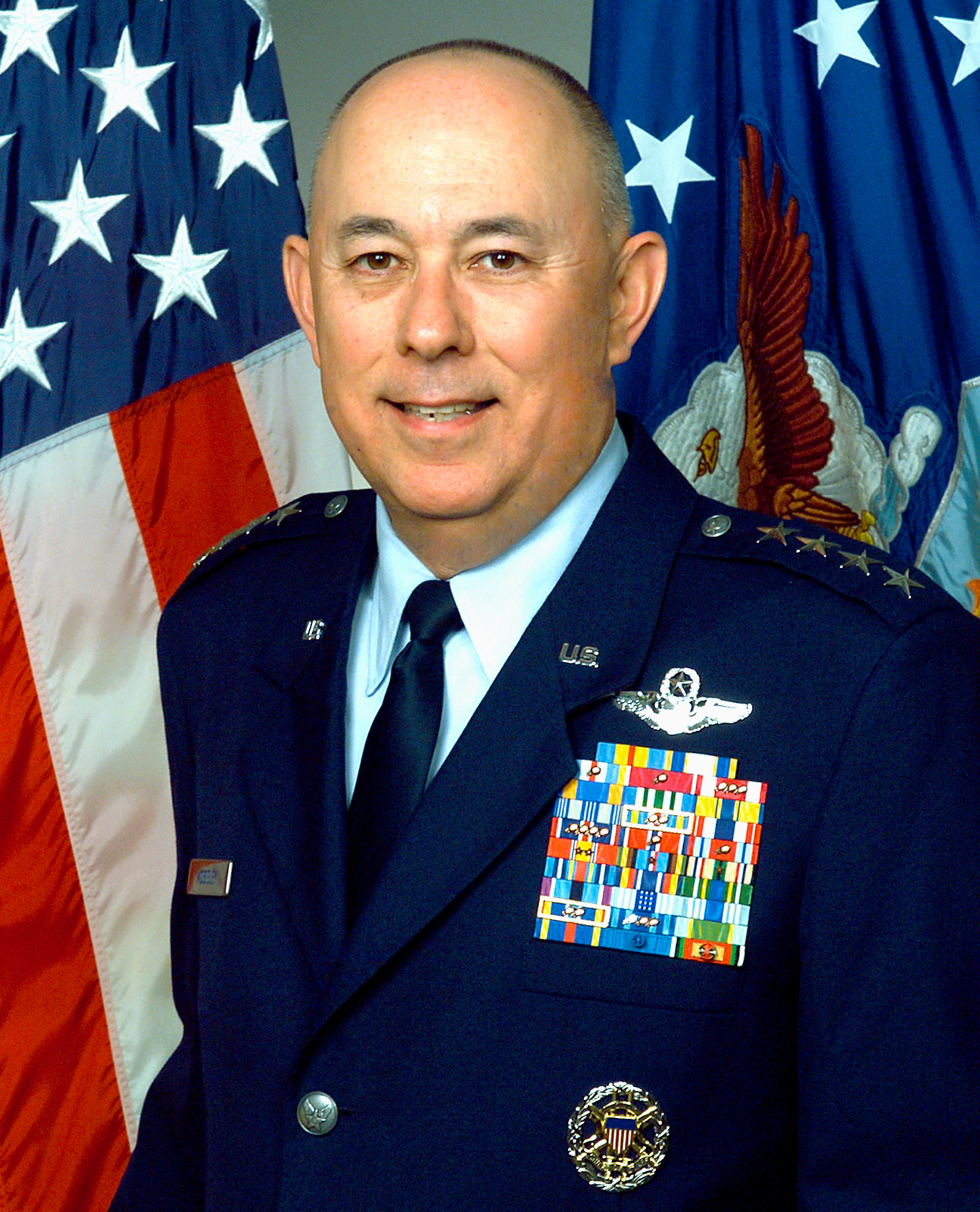
صورة للجنرال مايكل موسلي رئيس الأركان في القوات الجوية الأمريكية فترة وقوع الحادث.

أُطلق على الحادث في التقرير المبعوث للمركز الوطني للقيادة العسكرية اسم «الرمح المُنحني»، وهذا الاسم يؤكد على أهمية الحادث وخطورته لكنه لا يُهدد بقيام حرب نووية، ولا يُسبب أضرار جسيمة للأسلحة النووية. قام الجنرال مايكل موسلي،رئيس الأركان في القوات الجوية الأمريكية، في يوم 30 أغسطس بالاتصال بوزير الخارجية الأمريكي روبرت جيتس، لإبلاغه بالحادث؛ وطالب جيتس بإبلاغه بالتطورات الخاصة بالتحقيقات، وتم إبلاغ الرئيس بوش بالحادث؛ ولم تكُن القوات الجوية الأمريكية قد حددت بعد بطريقة رسمية نوع الحادث. وكان هذا الحادث الأول من نوعه خلال الأربعين عاماً في الولايات المتحدة الأمريكية، ووصف الإعلام الحادث فيما بعد «بأنه واحد من أسوأ الاختراقات الأمنية للأسلحة النووية في الولايات المتحدة الأمريكية على مدى العقود السابقة».

## ما بعد الحادث

### رد فعل الحكومة الأمريكية بعد الحادث
في البداية قررت القوات الجوية الأمريكية ووزارة الدفاع، التَسَتُر على الحادث لسببين، الأول لأن سياسة القوات الجوية الأمريكية لا تَسمح بالتعليق إعلامياً على أي معلومات تخُص تخزين أو نقل الأسلحة النووية، والثاني لاعتقاد الحكومة الأمريكية أن الحادث لن يُولّد قلقاً شعبياً؛ وقد تضمن التقرير الأولي الذي أعدته وزارة الدفاع الأمريكية عن الحادث بياناً يقضي بأنه، «لا مصلحة للإعلام في هذا الحادث كما كان من المُتوقع.» وسوف يتم نشر تفاصيل الحادث بواسطة المسئولين بوزارة الدفاع في صحيفة تايمز العسكرية "Military Times Newspaper"، والتي قامت فيما بعد بنشر تقرير مُصغّر عن الحادث في الخامس من شهر أغسطس عام 2007.
واستجابةً لهذا البيان، قام البنتاجون في الخامس من سبتمبر، بعمل مؤتمراً صحفياً برئاسة السكرتير الصحفي جيف موريل، والذي أكد أن الشعب الأمريكي بعيداً تماماً عن المخاطر النووية، بل أن الضباط والعساكر الأمريكيين هم المسئولين عن حماية الأسلحة النووية ويتعرضون للخطر طوال الوقت. أعلنت القوات الجوية الأمريكية أنه بعد اكتشاف الحادث تم إقالة قائد الذخيرة في قاعدة مينوت الجوية، وتم مُعاقبة 25 فرداً من الطيارين؛ وقام الجنرال كيز بتكليف الجنرال دوغ رابيرج بعمل تحقيق موسع عن الحادث؛ وتم التحقق من مخزون القوات الجوية الأمريكية من الرؤوس النووية للتأكد من عددها. بالإضافة إلى ذلك، أعلنت وزارة الدفاع الأمريكية أن البنتاجون قد شكّل لجنة استشارية علمية، تحت مُسمى المجلس العلمي لوزارة الدفاع، وهذه اللجنة مسئولة عن دراسة الحادث كجزء من خطة مُراجعة واسعة لإجراءات التعامل مع الأسلحة النووية؛ وأعلنت القوات الجوية الأمريكية في الثامن والعشرين من سبتمبر، أن الجنرال كيز سوف يقوم بتقديم استقالته وسوف يتولى الجنرال جون كورلي المنصب فعلياً بدلاً منه في الثاني من شهر أكتوبر.

رئيس السلاح الجوي الأمريكي الجنرال مايكل وين والجنرال ريتشارد نيوتن في البنتاجون لإعلان نتائج تحقيق القوات الجوية الأمريكية عن الحادث في 19 أكتوبر 2007.

في 19 أكتوبر 2007، أعلن كلاً من وزير سلاح الجو الأمريكي مايكل وين، والقائد الأعلى للقوات الجوية الأمريكية الجنرال ريتشارد نيوتن، ونائب رئيس طاقم العمليات والتخطيط، عن نتائج التحقيق في الحادث، ويُشير التقرير إلى أنه «كان هناك تآكل في الالتزام بمعايير التعامل مع الأسلحة في كلاً من قاعدتي مينوت وباركسديل الجويتين» وأن السبب في ذلك هو عدد الطيارين المحدود في كلا الموقعين مما جعلهم يَفشلون في الالتزام بهذه المعايير.
تم إبلاغ كُلاً من الكولونيل إيميج "Emig" قائد جناح القنبلة الخامس، والكولونيل سينتيا لونديل"Cynthia Lundell" قائد المجموعة الخامسة للصيانة في قاعدة مينوت، والكولونيل تود ويستهاوزر "Todd Westhauser" قائد المجموعة الثانية للعمليات في قاعدة باركسديل، وأربعة من كبار الضُباط الغير مفوضين في الأسطول الخامس للذاخائر، بقرارات إدارية عُليا والتي تُقر بإعفاء كُلاً منهم من مناصبهم؛ وتم تجريد كل العاملين بجناح القنبلة الخامس من شهاداتهم التي تُقر بقُدرتهم على التعامل مع الأسلحة النووية ومع أسلحة أُخرى حساسة وإمكانية قيامهم بمهام معينة؛ وخَسِرَ خمسة وستون طياراَ من رُتب مُختلفة شهادات برنامج الدقة في العمل الخاص بالموظفين.، بالإضافة إلى ذلك تم وقف العمليات التكتيكية للعبّارة. تم تكليف، الضابط العام المُتابع لكل الأوامر العُليا التي تصدر في القوات الجوية الأمريكية والمسئول عن التعامل مع الأسلحة النووية، بعمل تحقيقات حالية حول الضمانات المحدودة للأسلحة النووية في كل وحدة نووية مع رقابة مُقدمة من وكالة الدفاع للحد من تهديد الأسلحة النووية.
أحال القائد الجديد لسلاح الجو الأمريكي، الجنرال كورلي، القضية إلى ملازم في السلاح الجوي الأمريكي الجنرال نورمان سايب "Norman Seip"، قائد سلاح الجو الثاني عشر، وذلك لكونه جزءاً من سلطة المحكمة العسكرية ليقوم بتحديد العقوبات الإضافية التي من الممكن أن تُفرض على الأشخاص المتورطين في الحادث؛ ولكن بعد ذلك قام الجنرال سايب بإغلاق التحقيق دون إعطاء توصيات بأيّةً إدانات جنائية ضد أي شخص مُتورط في الحادث.
وكلّف جيتس "Gates" رئيس هيئة الأركان المُتقاعد،الجنرال لاري ويلش "Larry Welch"، بقيادة الفريق الاستشاري للمجلس العلمي بوزارة الدفاع المُكلف بدراسة الحادث كجزء من مراجعة شاملة للإجراءات والسياسات الخاصة بالتعامل مع الأسلحة النووية؛ وكان جيتس قد كتب تقريراً للمسئولين في القوات الجوية الأمريكية، يُعلن فيه مخاوفه من أن التحقيق الأصلي قد يكون تخاذل عن إدانة ضباط الرُتب المتوسطة بشكل غير عادل؛ بالإضافة إلى ذلك، كوّنت القوات الجوية الأمريكية فريق الشريط الأزرق للمراجعة "Blue Ribbon Review" برئاسة القائد الأعلى للقوات الجوية الأمريكية الجنرال بولي باير "Polly Peyer"، ويتكوّن الفريق من ثلاثين شخصاً مُهمتهم تقديم توصيات عن كيفية تحسين وتطوير قدرة القوات الجوية على أداء مسئولياتهم تجاه الأسلحة النووية بطريقة سليمة وآمنة. وعلاوة على ذلك، طالب الكونغرس الأمريكي كُلاً من وزارتي الدفاع والطاقة الأمريكيتين، بعمل مُراجعة شاملة من الألف إلى الياء لإجراءات التعامل مع الأسلحة النووية.

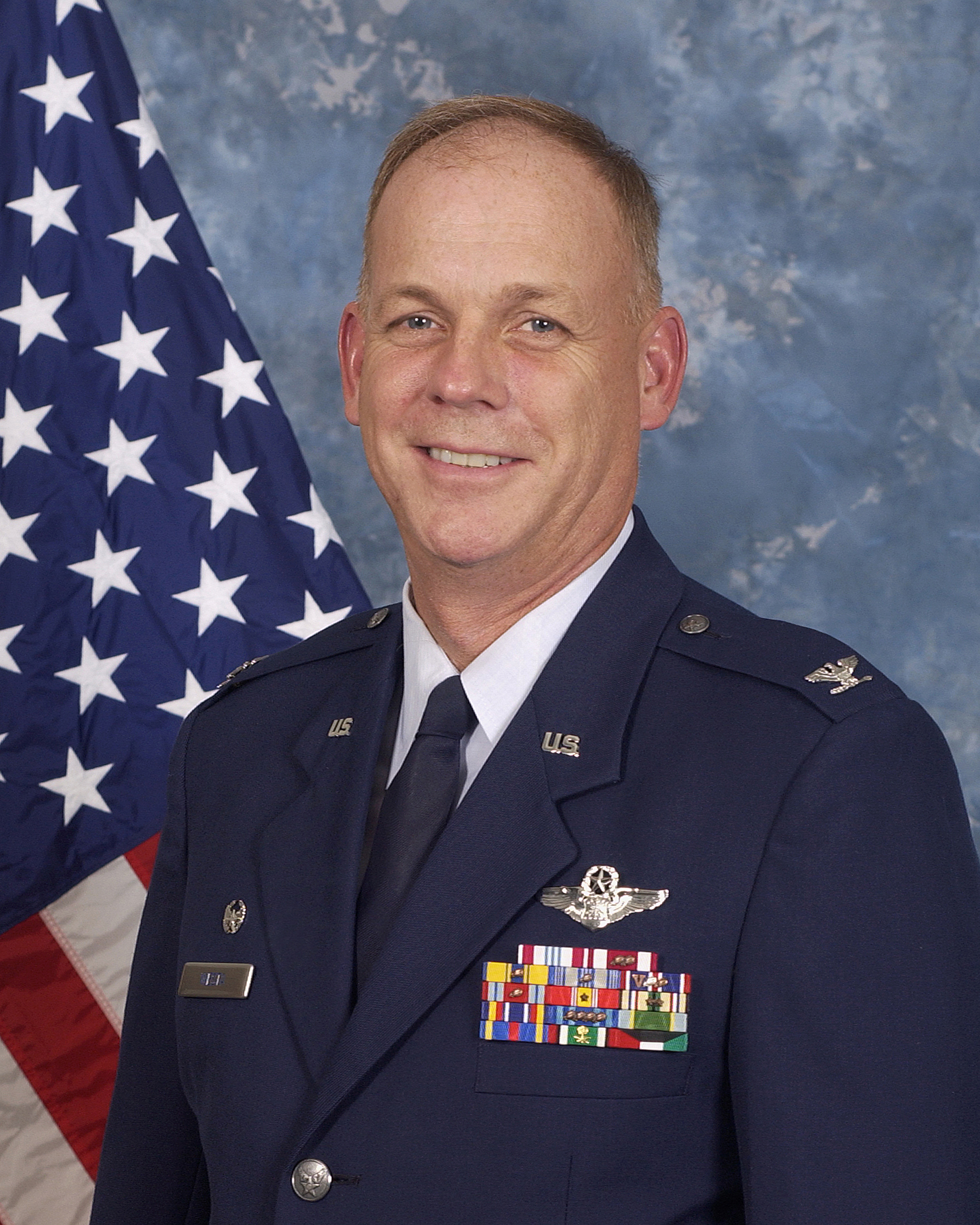
الكولونيل جويل ويستا "Joel Westa" أصبح القائد الجديد لجناح القنبلة الخامس في أعقاب الحادث.

وفي 24 أكتوبر 2007، أخبر وين قائد سلاح الجو الأمريكي؛ لجنة الخدمات المسلحة في الكونغرس الأمريكي بأنه يؤمن بضرورة إعادة إصدار شهادات جديدة لجناح القنبلة الخامس وضرورة إعادة نقل صواريخ كروز AGM-129 إلى قاعدة باركسدال لعزلها؛ ولم يُحدد لهذه المهمة جدولاً زمنياً؛ وفي 1 نوفمبر 2007 تولى العقيد جويل ويست "Joel Westa" قيادة جناح القنبلة الخامس؛ وفي نفس اليوم تقاعد الجنرال كيز من القوات الجوية.
تولَّى مؤقتاً أفراد من جناح القنبلة الثاني في قاعدة باركسدال مهام صيانة مخزون قاعدة مينوت من الأسلحة حتى إعادة إصدار شهادات جديدة لجناح القنبلة الخامس؛ وتم تأجيل عملية التفتيش عن ضمان الأسلحة النووية"A Nuclear Surety Inspection (NSI) المطلوبة لإعادة إصدار الشهادات الجديدة، والتي كانت من المُقرر تنفيذها في جناح القنبلة الخامس في 23 يناير 2008، وذلك بعد فشل العملية الأولى والتي تم نفيذها في 16 ديسمبر 2007؛ وتم الانتهاء من عملية أوَّلية أُخرى في 29 مارس 2008، وقام كورلي "Corely" بإعادة إصدار شهادات جديدة للجناح في 31 مارس 2008؛ وكان من المُقرر تنفيذ هذه العملية بشكل كامل "NSI" في مايو 2008؛ وكان الجناح في حاجة لاستعادة شهادات اعتماده من جديد من أجل تنفيذ عملية التفتيش هذه "NSI" بشكل كامل. كانت على الوحدات المسئولة عن التعامل مع الأسلحة النووية أن تقوم بإعداد عمليات التفتيش هذه والعمل على نجاحها كل ثمانية عشر شهراً من أجل الحفاظ على الشهادات الخاصة بهم.
أصدرت القوات الجوية الأمريكية سياسة توجيهية جديدة بشأن التعامل مع الأسلحة النووية وأنظمة توصيلها، وهذه السياسة تحظر تخزين الأسلحة النووية المُسلحة والغير مُسلحة في مُنشأة تخزين واحدة؛ وتُعطي هذه السياسة الجديدة تعليمات أخرى تؤكد على أهمية تسمية الصواريخ والذخائر الغير نووية من خلال لافتات يُكتب عليها بوضوح أنها غير مُسلحة برؤوس حربية نووية.وأصبح قادة الجناح مسئولين عن الموافقة على أي تحريك أو نقل للأسلحة النووية من مناطق تخزينها، على أن يتم تعيين شخص واحد كضابط مسئول عن نظام الذخائر ويكون حارس لهذه الأسلحة، وعلى جميع الوحدات التي تتعامل مع الأسلحة النووية أن تُطوّر من قائمة التفتيش البصرية وأن تعمل بشكل مُنسّق؛ وتؤكد هذه السياسة أيضاً على أن الطيارين المُكلّفين بالتعامل أو الحفاظ على الأسلحة النووية لا يُمكن أن تتعدى مُدة خدمتهم 12 ساعة يومياً إلا في حالة الطواريء، وحينها يتم تمديد فترة خدمتهم إلى 16 ساعة كحد أقصى. منذ ذلك الحين وضعت القوات الجوية الأمريكية نظام تفتيش فُجائي في قواعد الأسلحة النووية.

### تقارير المراجعة

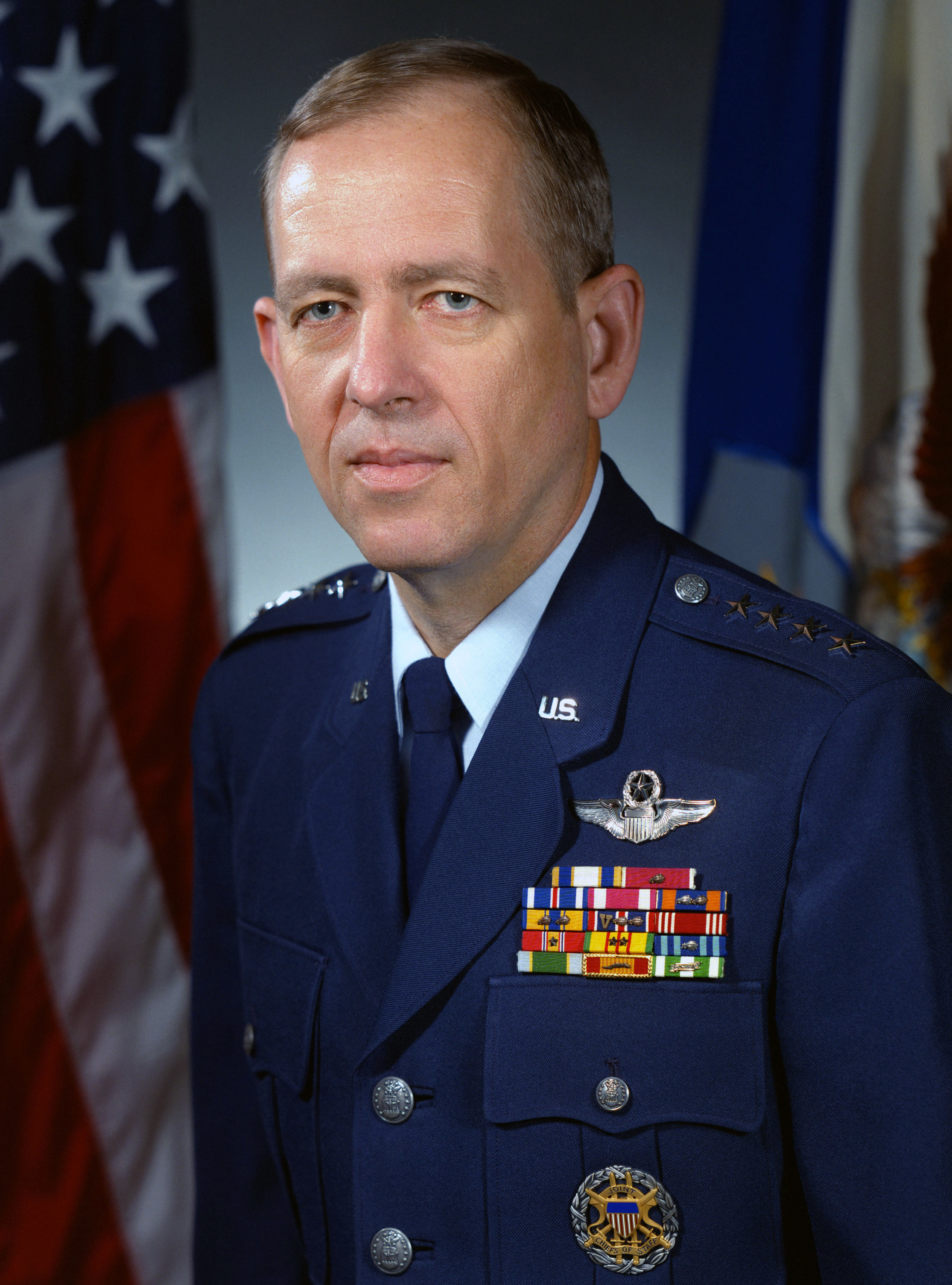
لاري ويلش (1994)

قام كُلاً من ويلش "Welch" وباير "Peyer" بالاضطلاع على نتائج مراجعتهم لتقارير عن القوات المسلحة قبل مجلس الشيوخ الأمريكي وذلك في 12 فبراير 2008. وبالإضافة إلى ويلش وباير، قام الجنرال دانيال دارنيل "Daniel Darnell" نائب رئيس أركان القوات الجوية الأمريكية للجنة الفضاء والعمليات المعلوماتية، وقام اللواء رابيرغ "Raaberg" بالإجابة على أسئلة أعضاء مجلس الشيوخ؛ وأثناء عملية الاستماع إلى هذه الأسئلة أكّد ويلش "أن الوحدات العسكرية المسئولة عن التعامل مع القنابل لم يتم فحصها بشكلٍ صحيح ولذلك فهذه الوحدات قد لا تكون على استعداد لأداء مهامها." وأضاف، "إذا نظرتهم إلى جميع الطرق التي نتبعها لتخزين الأسلحة والتعامل معها لأداء مهمتها، ستجدون أنها تتطلب فقط توفير المزيد من الموارد والمزيد من الاهتمام أكثر مما تحصل عليها. وخَلُصَ تقرير ويلش "Welch" إلى أن الجمع بين القوات النووية في وزارة الدفاع والمنظمات الغير نووية أدى إلى انخفاض ملحوظ في مستويات القيادة والتي تُركز يومياً على المؤسسة النووية، وأدى أيضاَ إلى انخفاض عام في مستويات اتمام المهمة النووية وانخفاض مستويات من يقوموا بتنفيذها." ومع ذلك، لم يذكر كُلاً من تقرير ويلش "Welch" وباير "Peyer" أي فشل قامت به الولايات المتحدة لحماية الأسلحة النووية".
ورداً على تقرير ويلش وباير، أكّد مسئول في القوات الجوية الأمريكية أنهم كانوا بالفعل يقومون بتطبيق الكثير من هذه التوصيات التي ذُكرت في التقارير، ولكنه أضاف أن الأنظمة القائمة التي تحكم الإجراءات النووية كانت مُرضية؛ وقال دارنيل "Darnell" خلال شهادته أمام مجلس الشيوخ «إن قسم سلاح الجو من الردع النووي سليم، وسوف نتخذ كل التدابير لتوفير نظام نووي آمن وموثوق به للشعب الأمريكي.» 

### عمليات التفتيش، الإستقالات، ومزيد من الانضباط
بدأ تنفيذ عملية التفتيش النووي في 17 مايو 2008، وتم تنفيذها بواسطة مفتشين من وكالة الدفاع لخفض التهديد "Defence Threat Reduction Agency"، ومن القيادة الجوية الأمريكية أيضاَ "USAF's Air Combat Command". وفي 25 مايو قامت القيادة الجوية الأمريكية بترتيب جناح القنبلة الخامس على أنه «غير مُرضي»، وهو أقل تصنيف من قِبَل لجنة التفتيش. مر جناح القنبلة الخامس بعشرة عمليات تفتيش، تسع عمليات مرت بسلام، والعاشرة منهم أثبتت وجود مشكلات في الأمن النووي الأمريكي، وقال ويستا "Westa" «أن التقييم بشكلٍ عام، رسم صورة لبعض السلبيات الخاصة بالتدريب والانضباط والتي يجب أن نعمل على إصلاحها».
تم استبدال قائد قوات الأمن لجناح القنبلة الخامس الكولونيل جون ورلي "John Worley" بالكولونيل ستيفين ويفر "Stephen Weaver" في 16 يونيو 2008. وبالرغم من فشل عملية التفتيش النووي، إلا أن جناح القنبلة الخامس أبقى على الشهادة النووية الخاصة به. قال هانز كريتنسن "Hans Kristensen" مدير المشروع المعلوماتي النووي باتحاد العلماء الأمريكيين، حول فشل عملية تفتيش جناح القنبلة الخامس "وذلك يُجبرك أن تتسائل، ماذا يحدث في الأماكن الأُخرى، مثل الأسلحة النووية التي تتمركز في قواعد خارجية في مناطق ما وراء البحار، وفي قاعدة باركسدال للقوات الجوية، وفي قاعدة وايتمان "Whiteman" للقوات الجوية؛ وقد مرت قاعدة مينوت للقوات الجوية بعملية المتابعة الخاصة بالتفتيش النووي في 15 أغسطس 2008.

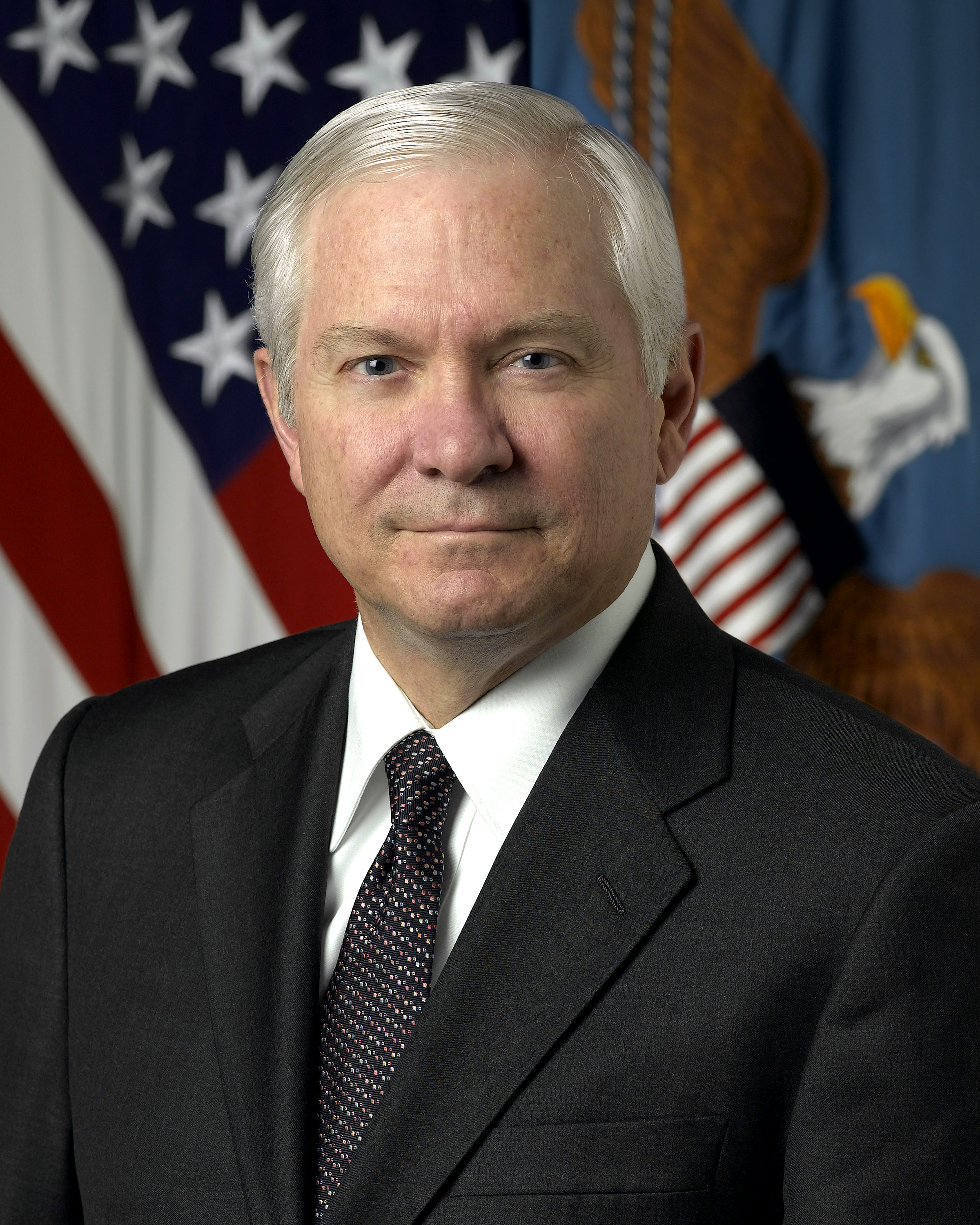
روبرت جيتس "Robert Gates"

في 5 يونيو أعلن روبرت جيتس "Robert Gates" نتائج التحقيقات في سوء عملية نقل أربعة صواريخ "MK-12" كانت عائدة إلى تايوان. وأكّد التحقيق الذي أجراه الأميرال كيركلاند دونالد "Kirkland Donald"، مدير البحرية الأمريكية، أن حادث الصاروخ التايواني على حسب قول جيتس «يُعتبر تدهوراً في السلطة، وتدهوراً في معايير التميّز والكفاءة الفنية الخاصة بقوة الصواريخ العابرة للقارات»ICBM«. وعلى غرار حادث مينائي مينوت وباركسدال لنقل الأسلحة النووية في أغسطس 2007، وقع هذا الحادث في ظروف مشابهة ألا وهي انخفاض مستويات أداء المهمة النووية للقوات الجوية»، وأن «التحقيق قد حدد القواسم المشتركة بين حادث مينوت في أغسطس 2007 وبين هذا (تايوان) الحادث.» وقال دونالد "Donald" في تقريره الخاص بهذا الحادث، أن القضايا التي تم تحديدها في تحقيقه «تُشير إلى انخفاض عام في عملية الإشراف على الأسلحة النووية للقوات الجوية، وهذه المشكلة تم تحديدها، ولكن لم يتم علاجها بشكلِ فعّال لأكثر من عقد من الزمن. كلاً من حادث مينوت وباركسدال لنقل الأسلحة النووية وحادث نقل الأسلحة النووية إلى تايوان، على الرغم من اختلاف تفاصيلهما، إلا أن هذين الحادثين لهما أرض مشتركة ألا وهي التآكل التدريجي للمعايير النووية وعدم وجود رقابة فعّالة من قِبَل قيادة القوات الجوية».
وكنتيجة للتحقيق، أعلن جيتس "Gates" أن «عدداً كبيراً من ضباط سلاح الجو برتبة جنرال وعقيد قد تم اختياراهم لاحتمال خضوعهم لإجراءات تأديبية، تبدأ بإعفاءهم من الأوامر وتصل إلى إرسال خطابات توبيخية لهم،» وأنه قام بقبول استقالات كُلاً من وزير سلاح الجو الأمريكي مايكل واين "Micheal Wynne" ورئيس أركان السلاح الجوي الأمريكي مايكل موسلي "Micheal Moseley". أضاف جيتس "Gates" أنه قد طلب من جيمس شليزنجر "James Schlesinger" توليه مهمة رفيعة المستوى والخاصة بتوصية لاستخدام أساليب تطويرية في إدارة وتشغيل الأسلحة النووية، والمركبات الخاصة بتوصيلها وكل المكونات الحساسة في وزرة الدفاع الأمريكية. وأعضاء هذه المهمة قد جاءوا من مجلس سياسات الدفاع ومجلس علوم الدفاع.
في 13 سبتمبر 2008، أعلن جيتس "Gates" التوصيات التي قدمها فريق شليزتجر "Schlesinger" ومن ضمن هذه التوصيات، وضع جميع الأسلحة النووية تحت قيادة واحدة في القوات الجوية الأمريكية. اقترح أيضاً الفريق تسمية القيادة الجديدة باسم القيادة الاستراتيجية للقوات الجوية، بدلاً من الاسم الحالي وهو القيادة الفضائية للقوات الجوية، وجعل هذه القيادة مسئولة عن البعثات النووية. وأوصى الفريق أيضاً بضرورة وضع جميع قنابل القوات الجوية الأمريكية تحت قيادة واحدة. بالإضافة إلى ذلك، أوصى الفريق بنقل من 1500 ل 2000 طيّار لوظائف أُخرى ذات صلة نووية؛ وأعلن جيتس "Gates" أن كُلاً من وزير سلاح الجو الأمريكي مايكل دونلي "Michael Donley" ونورتون شوارتز "Norton Schwartz" رئيس هيئة الأركان، قد قاموا بمراجعة التصويات لاتخاذ الإجراءات التأديبية اللازمة ضد ضباط القوات الجوية الأمريكية المتورطين في حادث البعثة النووية. وقد أثبت فريق البحث وجود «تراجع واضح وغير مقبول في التزام القوات الجوية الأمريكية لأداء المهمة النووية وحتى وقت قريب جداً لم يفعلوا الكثير لتصحيح ذلك.»
في 25 سبتمبر 2008، أعلنت وزارة الدفاع الأمريكية أن ستة جنرالات من السلاح الجوي الأمريكي، واثنين من جنرالات الجيش، وتسعة أفراد برتبة عقيد قد تلقوا خطابات تأديبية أو إرشادية، أو مشورة. وقد طُلب من اثنين من كبار الجنرالات من سلاح الجو الأمريكي البقاء في مناصبهم الحالية وأُحيل الآخرون إما إلى التقاعد أو وضعهم في خطة للتقاعد أو تم إقالتهم من مناصبهم. التقى قائد القوات الجوية الأمريكية نورتون شوارتز بكل ضابط على حدة بشكل شخصي قبل إصدار هذه الخطابات؛ وأشار نورتون إلى أن هؤلاء الضباط لم يرتكبوا جريمة بموجب القانون الموحد للقضاء العسكري "UCMJ"، ولكنهم فقط «لم يفعلوا ما يكفي لتحمل مسئولياتهم القيادية تجاه الرقابة النووية وأن هذا» ما يجب مُحاسبتهم عليه. «وذكرت القوات الجوية الأمريكية أن عملية الانضباط هذه كانت استجابةَ لحادث النقل الخطأ للصمامات النووية إلى تايوان، وليس عقاباً لحادث مينوت للأسلحة النووية»
كان الجنرال كيفين سوليفان "Kevin Sullivan" نائب رئيس هيئة أركان القوات الجوية للنقل والإمداد وتركيب ودعم البعثات في البنتاجون، واحداً من الذين قد أرسِلَ لهم خطابات تأديبية؛ وتم خفض رتبة سوليفان ثم أُجبر على التقاعد برتبة لواء في نوفمبر 2008. تلقى الجنرال مايكل هامل "Michael Hamel" قائد مركز نظم الفضاء والصواريخ، خطاباً تأديبياً وتقاعد أيضاً في نوفمبر 2008. وتلقى أيضاً كُلاً من الجنرال روجر بورغ "Roger Burg"، قائد سلاح الجو العشرين، والجنرال كاتلين كلوز"Kathleen Close"، قائد مركز أوغدن للخدمات اللوجستية الجوية "Ogden Air Logistics Center"، والعميد الجنرال فرانسيس برونو "Francis Bruno" قائد سلاح الجو للنقل والإمداد، والعميد الجنرال آرثر كاميرون "Arthur Cameron" قائد سلاح الجو للموارد المتكاملة، خطابات تأديبية.
في نوفمبر 2008، فشلت عملية التفتيش النووي في الجناح الصاروخي رقم 241 في قاعدة مالمستروم "Malmstrom" للقوات الجوية؛ وبعدها بشهرِ واحد، فشلت عملية التفتيش النووي أيضاً في الجناح الصاروخي رقم 90 في قاعدة وارين للقوات الجوية "F. E. Warren". في نوفمبر 2009 فشلت عمليات التفتيش النووية في كُلاً من قاعدة كيرتلاند "Kirtland" للقوات الجوية، في جناح القاعدة الجوية رقم 377، بقيادة الكولونيل مايكل دوفال "Michael S. Duvall"، وفي جناح الأنظمة النووية رقم 498، بقيادة الكولونيل ريتشارد ستوكي "Richard M. Stuckey".
في 30 أكتوبر 2009، قام الجنرال فلويد كاربينتر "Floyd L. Carpenter"، قائد سلاح الجو الثامن، بإعفاء ويستا "Westa" من منصبه كقائد لجناح القنبلة الخامس؛ وقال كاربينتر "Carpenter" أنه تم إعفاء ويستا "Westa" من منصبه بسبب «عدم قُدرته على تعزيز ثقافة التميز، وبسبب قلة تركيزه على المهمة الإستراتيجية وقلة مستويات أداء عمليات التفتيش النووية، بالإضافة إلى التنشيط الحديث لسرب القنابل رقم 69.»
في 8 يناير 2009 أصدرت فرقة شليزنجر تقريرها بخصوص إدارة وزارة الدفاع الأمريكية لبعثة الأسلحة النووية في البلاد. وانتقد التقرير وزارة الدفاع الأمريكية بسبب قلة التركيز والمراقبة على برامج الأسلحة النووية، وقدمت توصيات لوزارة الدفاع الأمريكية بأهمية إنشاء منصب جديد مُساعد للإشراف على إدارتها النووية. وجد فريق العمل أن القوات البحرية الأمريكية داخل وزارة الدفاع الأمريكية هي فقط التي تُدير ترسانتها النووية بشكل فعّال. وذكر فريق التحقيق أنه وجد «درجة مؤلمة من الغفلة وعدم الانتباه، فيما بين العديد من كبار قادة الجيش في وزارة الدفاع وبين القادة المدنيين، إلى دور الأسلحة النووية في الردع.»

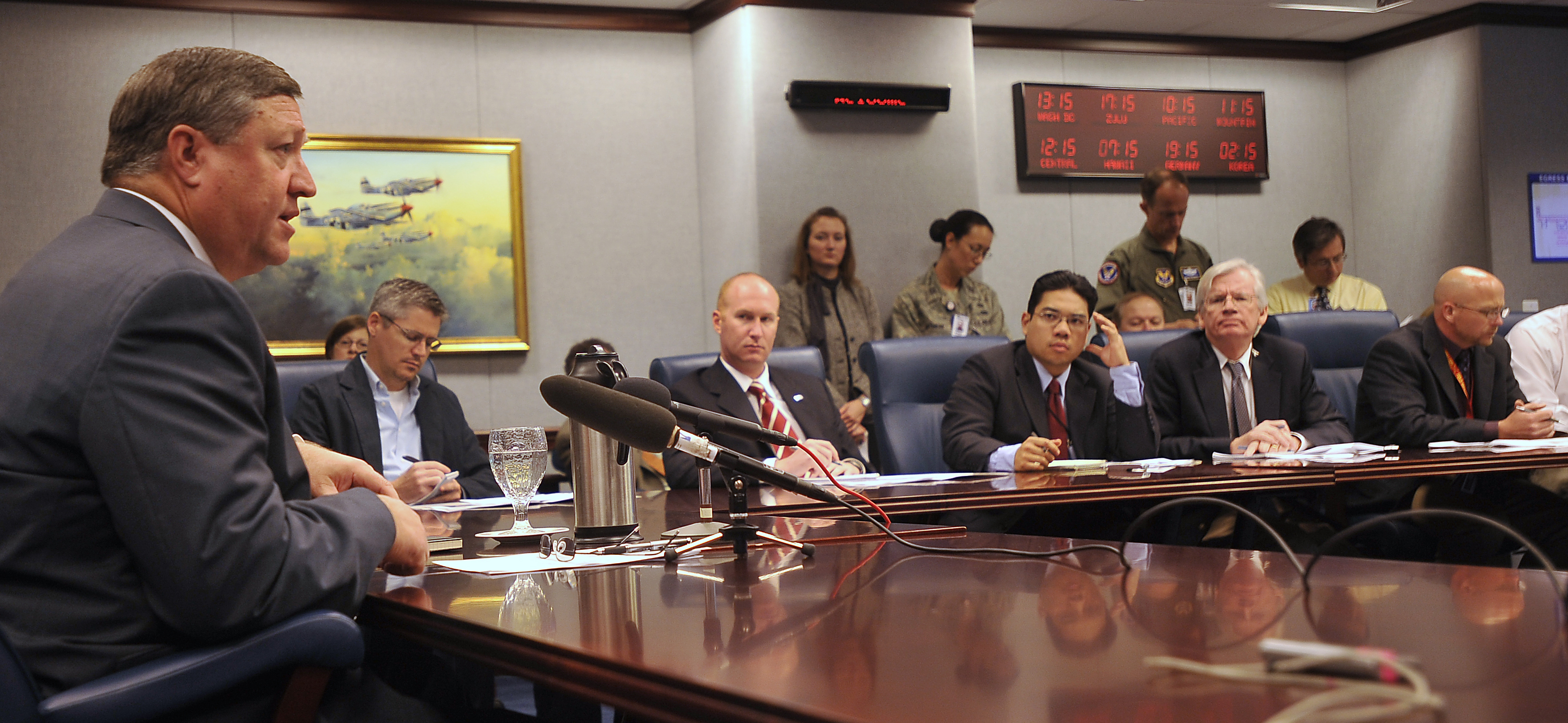
قائد القوات الجوية الأمريكية ميشيل دونلي "Michael Donley" يُناقش إنشاء قيدة الضربة العالمية مع ممثلي وسائل الإعلام في وزارة الدفاع الأمريكية في 24 أكتوبر 2008.

في 24 أكتوبر 2008، أعلن قائد القوات الجوية الأمريكية الجديد مايكل دونلي "Michael Donley"، عن إنشاء قيادة ضربة جوية عالمية. أصبحت القيادة الجديدة قيد التشغيل في أغسطس 2009. تم نقل الصواريخ النووية العابرة للقارات الخاصة بالقوات الجوية الأمريكية، من القيادة الفضائية للقوات الجوية إلى قيادة جديدة. أُختيرت قاعدة باركسدال "Barksdale" للقوات الجوية كموقع لمقر القيادة الجديدة.، ، والقيادة الجديدة برئاسة جنرال بثلاث نجوم، والذي قام بالتحكم في القدرة النووية، شاملة القاذفات والصواريخ والموظفين في القوات الجوية الأمريكية.

## قراءات خارجية
- Gibson، James N. (2000). Nuclear Weapons of the United States: An Illustrated History. Schiffer Publishing. {{استشهاد بكتاب}}: الوسيط غير المعروف |الرقم المعياري= تم تجاهله يقترح استخدام |ردمك= (مساعدة)
- Liolios، Theodore (January 2008). "Broken Arrows: (the Minot USAF base nuclear weapons incident)" (PDF). Hellenic Arms Control Center. مؤرشف من الأصل (PDF) في 2012-02-20. اطلع عليه بتاريخ 2008. {{استشهاد ويب}}: تحقق من التاريخ في: |تاريخ الوصول= (مساعدة) وروابط خارجية في |عمل= (مساعدة)
- Ryan، Bill, and Kerry Cassidy (29 أكتوبر 2007). "Project Camelot in tribute: 9 Minot and Barksdale AFB Airmen, 2007". Project Camelot. مؤرشف من الأصل في 2008-03-28. اطلع عليه بتاريخ 2008-03-13.{{استشهاد ويب}}:  صيانة الاستشهاد: أسماء متعددة: قائمة المؤلفين (link)- Alternative theory on deaths supposedly related to the incident